# Richilde de Hainaut
Richilde de Hainaut (n. secolul al XI-lea, Mons, Valonia, Belgia – d. 15 martie 1086, Mesen, Flandra, Belgia) a fost contesă de Flandra. 

## Biografie
Tatăl Richildei a fost Roger de Valenciennes.
Ea a fost căsătorită mai întâi cu Herman de Mons, conte de Hainaut, fiul lui Reginar al V-lea de Mons, conte de Mons, cu Mathilda de Verdun, din jurul anului 1043. 
La puțină vreme după moartea lui Herman, Richilde s-a recăsătorit cu Balduin al VI-lea, conte de Flandra și fiul cel mai mare al lui Balduin al V-lea de Flandra. Din acest moment, a început pregătirea unirii comitatelor de Hainaut și de Flanders sub domnia copiilor din a doua sa căsătorie, în vreme ce urmașii din primul mariaj au fost trimiși la mănăstire.
Soțul ei, Balduin a devenit conte de Flandra (ca Balduin al VI-lea) în anul 1067 și ei au domnit în Flanders și Hainaut până la moartea lui din 1070. Fiul lor, Arnulf al III-lea a devenit conte de Flandra, însă el a fost contestat de către fratele mai mic al lui Balduin, Robert Frizonul. În pofida sprijinului primit din partea regelui Filip I al Franței, forțele Richildei au fost înfrânte în bătălia de la Cassel, în care Arnulf a căzut în luptă, Richilde însăși a fost capturată, iar regele Filip a sfârșit prin a-l învesti pe Robert Frizonul cu comitatul de Flandra.
Richilde și fiul ei mai tânăr, Balduin au continuat să păstreze Hainaut și au întreprins câteva tentative de a recupera Flandra, soldate cu eșecuri.

## Căsătorii și descendenți
Din căsătoria cu contele de Hainaut, Herman de Mons, au rezultat doi copii:
- Roger (d. 1093), a devenit episcop de Châlons-sur-Marne;[2]
- o fiică (posibil Agnes), călugăriță.[3]

Din căsătoria cu contele Balduin al VI-lea de Flandra, s-au născut:
- Arnulf (n.c. 1055 – d. 22 februarie 1071), conte de Flandra;
- Balduin (n.c. 1056 – d. 1098), conte de Hainaut.

În 1071 Richilde s-a căsătorit pentru a treia oară, cu William Fitzosbern, conte de Hereford (n.c. 1025 – d. 1071).